# Línia 1 (Metro de São Paulo)
Línia 1 do Metro de São Paulo o Línia 1 Blau (en portuguès: Linha 1 do Metrô de São Paulo) és una línia de ferrocarril de trànsit ràpid del Metro de São Paulo. Va ser la primera línia de metro construïda al Brasil i actualment compta amb 23 estacions i una longitud de 20,2 quilòmetres. Va ser inaugurat el 14 de setembre 1974 i la seva última ampliació es va inaugurar el 29 d'abril de 1998. És el segon línia més ocupada del sistema, només superada per la Línia 3.